# China Dinosaurs Park
China Dinosaurs Park (中华恐龍园 en chinois et également appelé Dinosaur Park Changzhou) est un parc à thème, un parc aquatique, un musée et une division de recherche situé à Changzhou dans la province du Jiangsu en Chine. Disposé en six zones, le thème du parc est les dinosaures. De nombreuses statues de ceux-ci sont disséminées dans China Dinosaurs Park.
Le musée présente par exemple les fossiles des sinosauropteryx, mamenchisaurus, tricératops et lufengosaurus. Plusieurs spectacles ont lieu dans le parc, certains avec la participation d'animaux. De simples exhibitions animales se déroulent aussi dans ce parc d'attractions.

## Histoire
Ouvert en avril 2001 après deux ans de travaux, le parc a coûté 40 millions de dollars (30 millions d'€). China Dinosaurs Park vit la plus grande extension de son histoire en 2010. En cette année, China Dinosaurs Park inaugure une nouvelle zone incluant dix nouvelles attractions.
En 2011, China Dinosaurs Park connait, à l'échelle mondiale, la plus grande augmentation de fréquentation, soit 52,2 %. Il passe de 2 300 000 entrées en 2010 à 3 500 000 en cette année. Il entre donc directement à la 11e place du classement des vingt parcs d'attractions les plus visités d'Asie.
Avec 3 400 000 visiteurs en 2012, il est le 13e parc des continents asiatique et océanique en termes de fréquentation.

## Attractions

### Montagnes russes
| Nom                   | Type                      | Constructeur  | Année |
| --------------------- | ------------------------- | ------------- | ----- |
| Dinoconda             | Quadridimensionnelles     | S&S Worldwide | 2012  |
| Dinosaur Mountain     | Montagnes russes de motos | Zamperla      | 2010  |
| Whirling Dinosaur Car | Wild Mouse tournoyantes   | Golden Horse  |       |

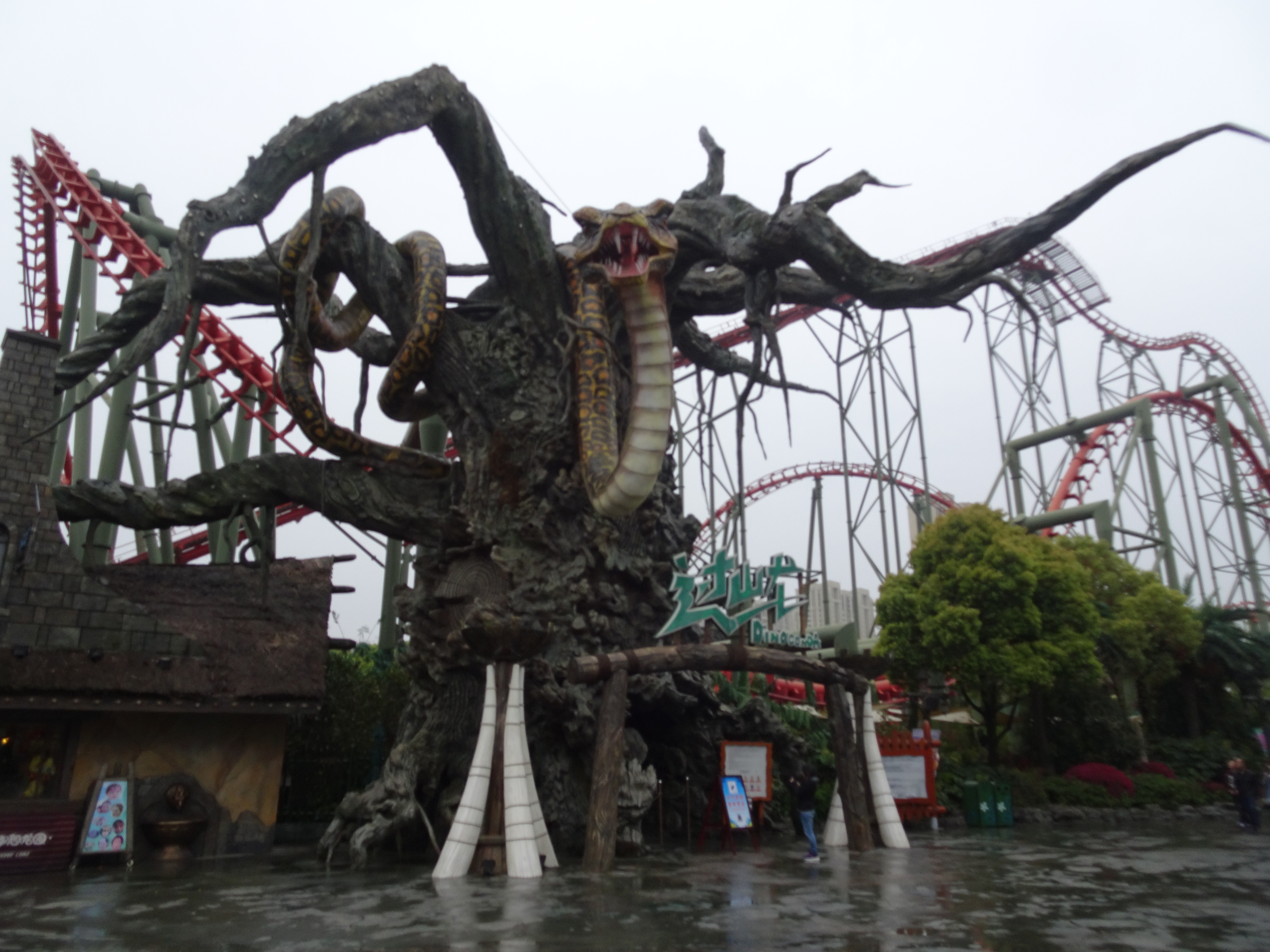
Dinoconda
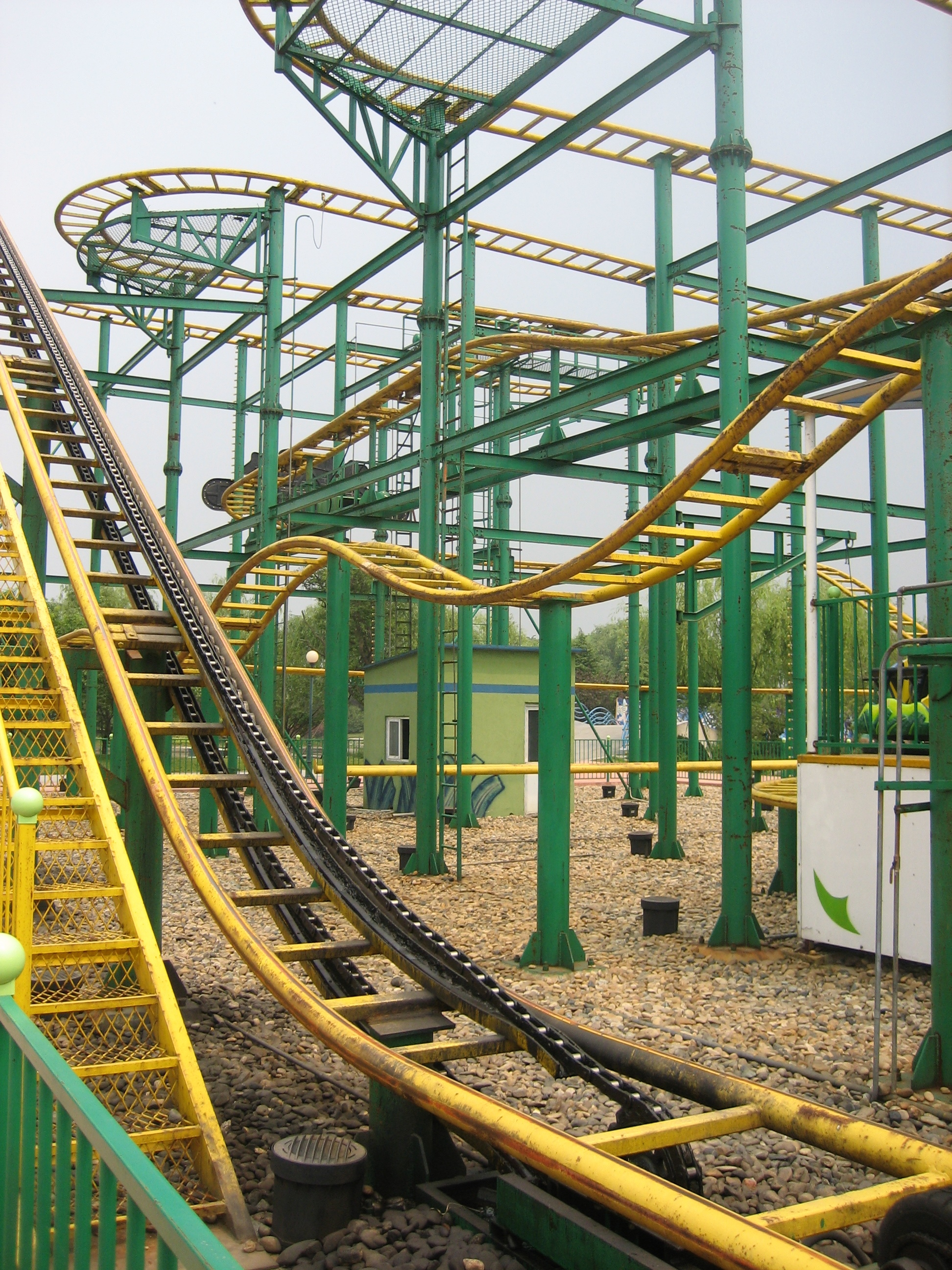
Whirling Dinosaur Car

### Attractions aquatiques
| Nom               | Type                       | Constructeur | Année |
| ----------------- | -------------------------- | ------------ | ----- |
| Crossing Jurassic | Bûches & parcours scénique |              |       |
| Mega Tsunami      | Shoot the Chute            | Intamin      | 2011  |

### Autres attractions
| Nom                    | Type                    | Constructeur  | Année |
| ---------------------- | ----------------------- | ------------- | ----- |
| Nom inconnu            | Manège Energy Storm     | Zamperla      |       |
| 4D Effect Theater      | Cinéma 4-D              |               | 2010  |
| 5D Interative Theater  | CinemAction             | Alterface     |       |
| Bump Car               | Autos-tamponneuses      | Zamperla      | 2014  |
| Coaster Brontosaurus   | Disk'O Coaster          | Zamperla      | 2006  |
| Fantastic Spooky House | Maison hantée           |               | 2010  |
| Fire and Water Power   | Suspended Top Spin      | Zamperla      | 2010  |
| Fire Dragon Revelry    | Giant Discovery         | Zamperla      | 2006  |
| Fly Chaser             | Manège Giant Sky Chaser | Zamperla      | 2010  |
| Holy Dragon Pagoda     | Tower                   | Heege         | 2010  |
| Jet Tower              | Combo Tower             | S&S Worldwide | 2010  |
| King Kong              | King Kong               | Huss Rides    | 2010  |
| PaniClock              | Suspended Twin Hammer   | Intamin       |       |
| Punk Fly Wheel         | Grande roue junior      | Zamperla      | 2014  |
| Samba Balloons         | Samba Balloons          | Zamperla      |       |
| Super Swing            | Chaises volantes        |               |       |

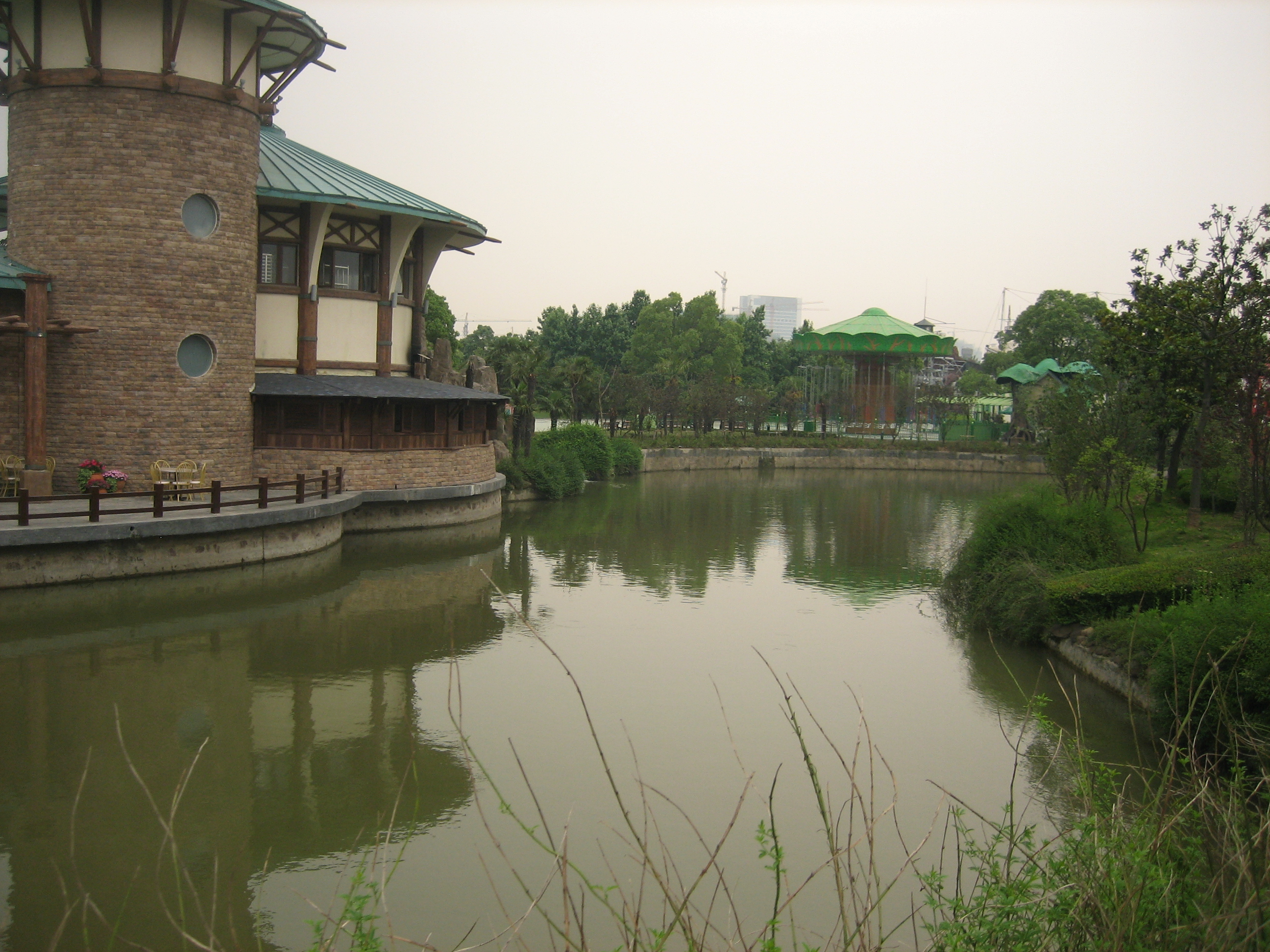
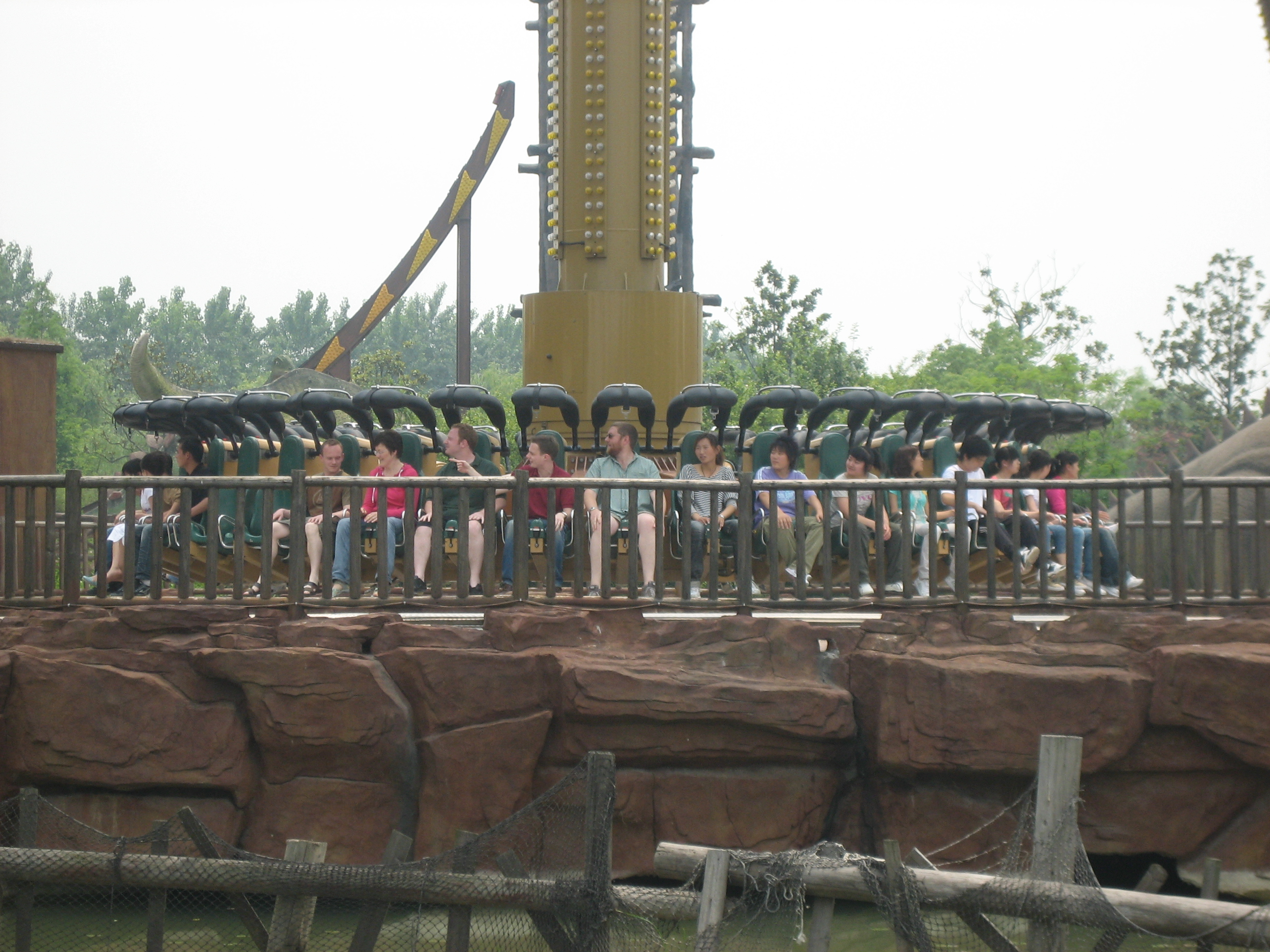
Fire Dragon Revelry
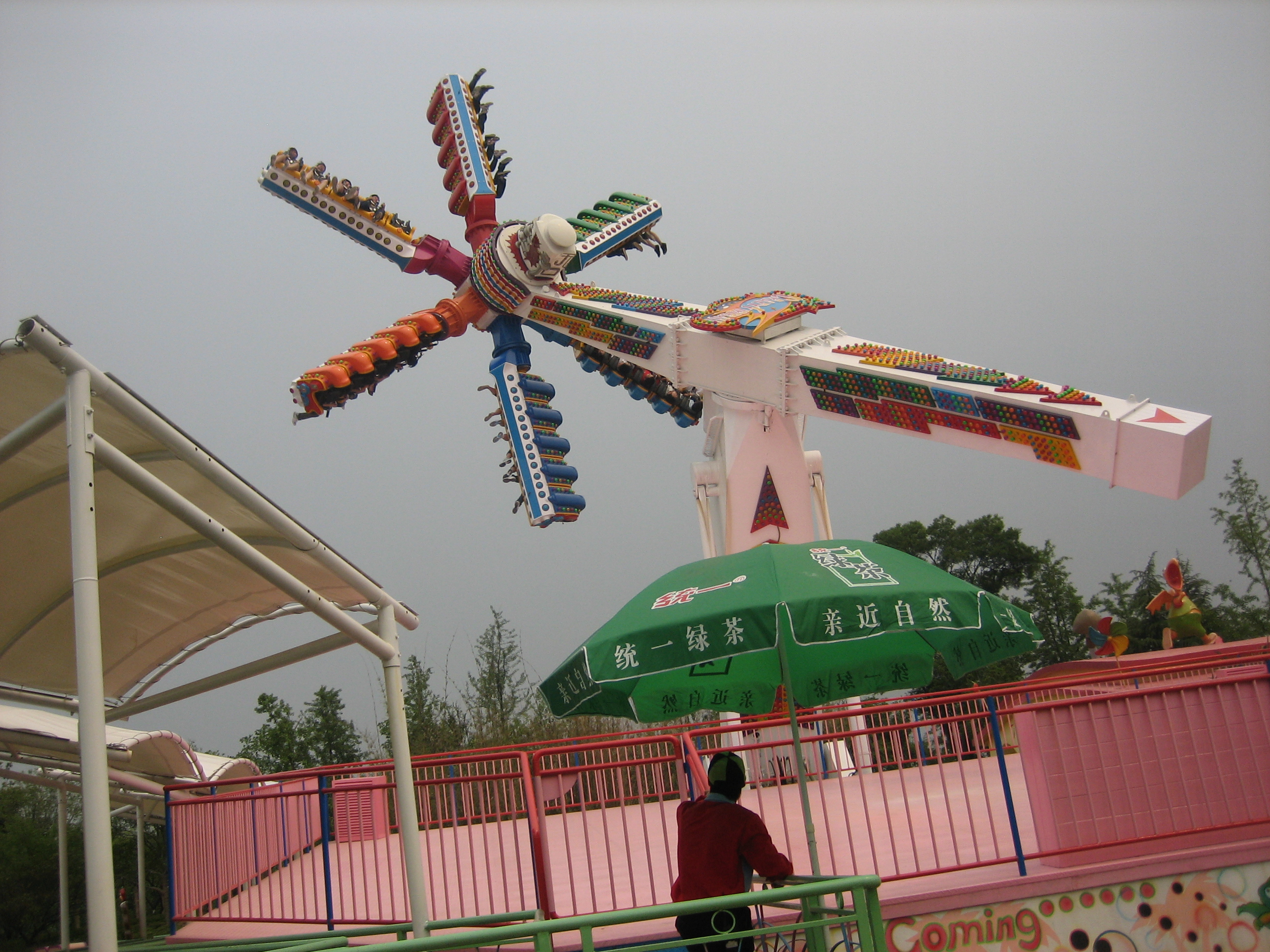
Florid Windmill
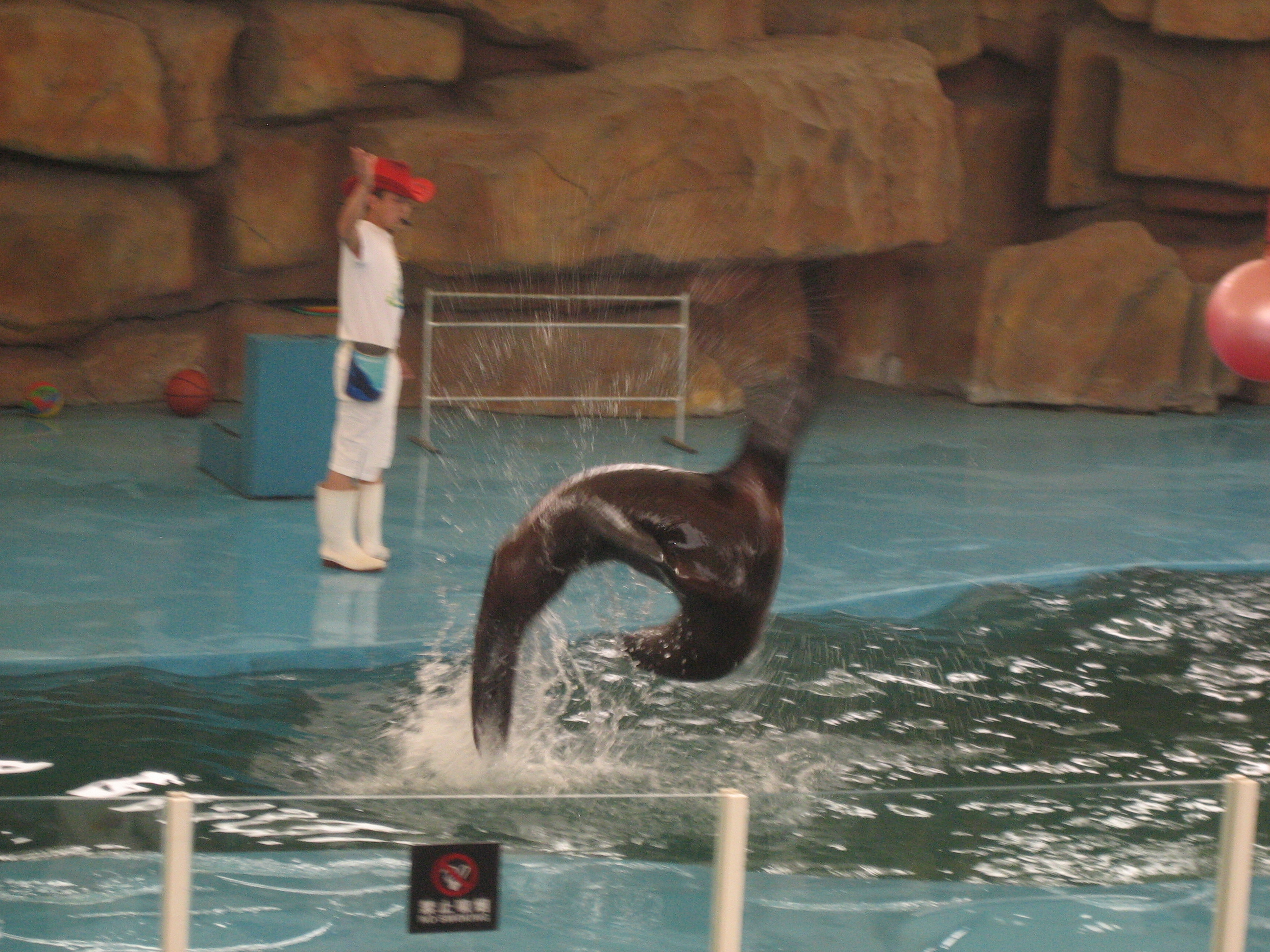
Spectacle d'otaries
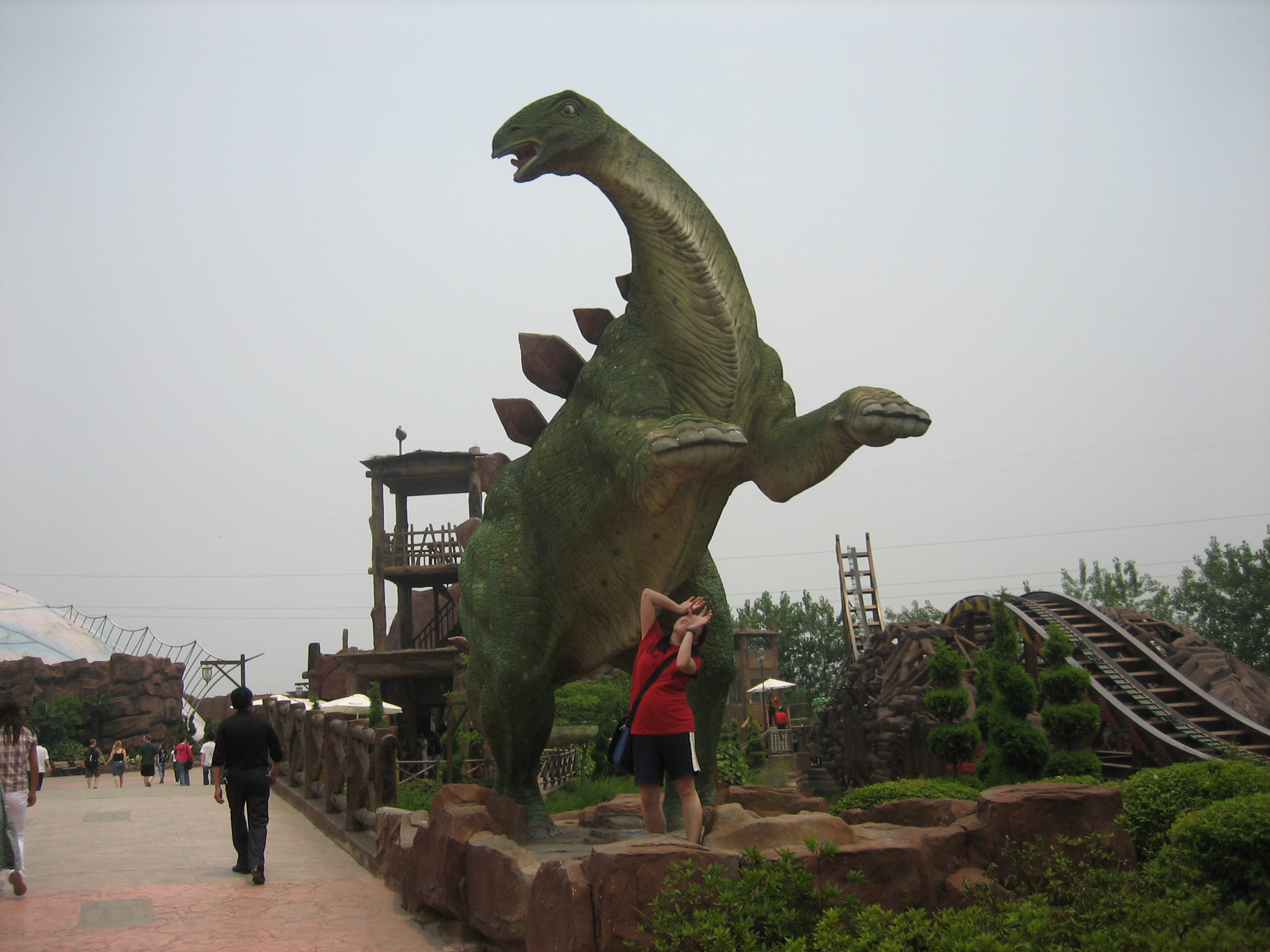
Stégosaure et Coaster Brontosaurus
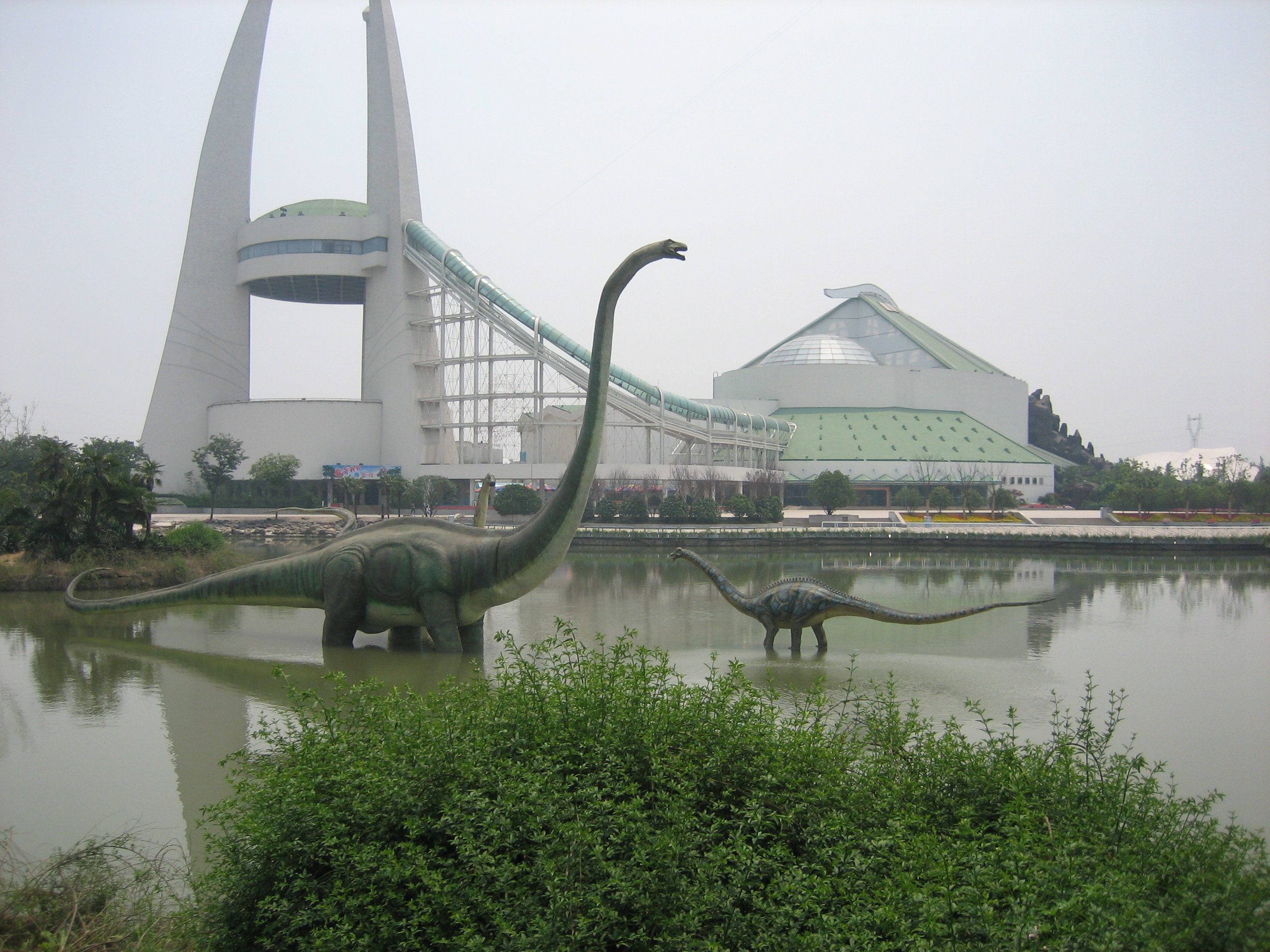
Le lac
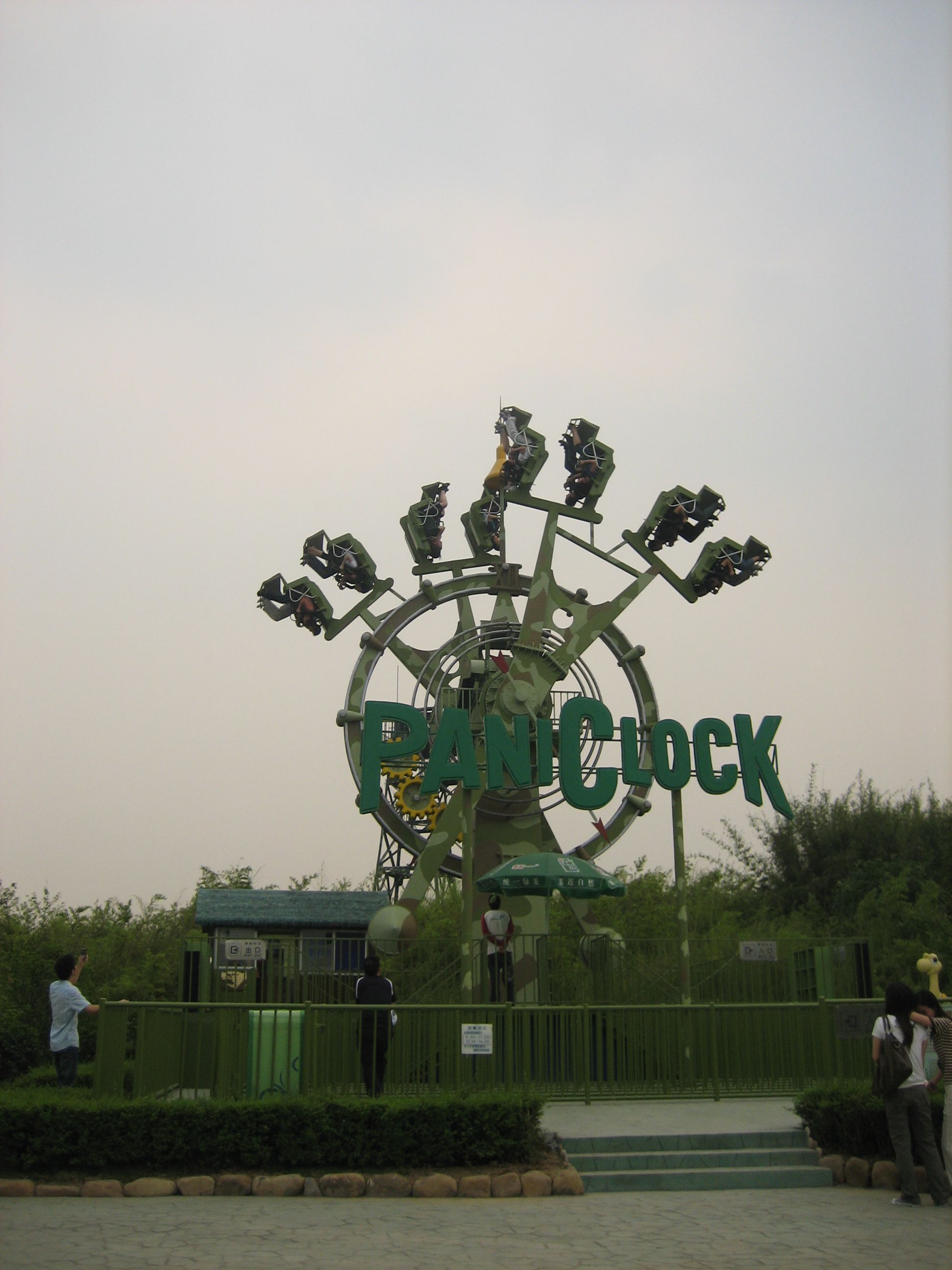
PaniClock
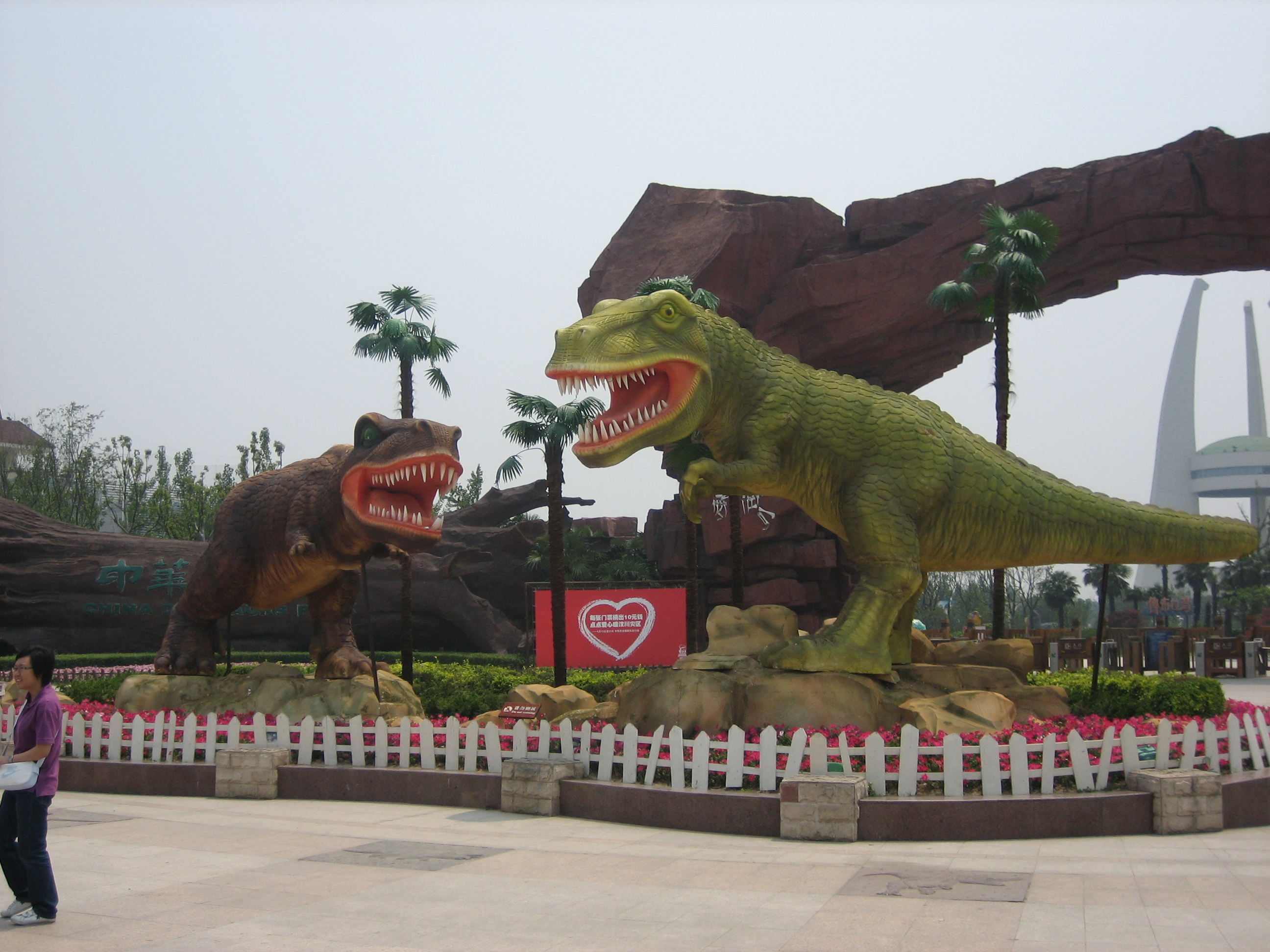
Entrée du parc